# Aeroportul Luzamba
Aeroportul Luzamba (IATA: LZM, ICAO: FNLZ) este un aeroport din Provincia Lunda Norte, Angola ce deservește zona Cuango⁠(d).
Situat la o altitudine de 885 m, aeroportul dispune de o singură pistă.